# Ryparosa acuminata
Ryparosa acuminata är en tvåhjärtbladig växtart som beskrevs av Merrill. Ryparosa acuminata ingår i släktet Ryparosa och familjen Achariaceae. Inga underarter finns listade i Catalogue of Life.